# Tănătari, Căușeni
Tănătari este un sat din raionul Căușeni, Republica Moldova.

## Istorie
Din înscrierile istorice se menționează că în anul 1827 satul Tănătari cuprindea 66 case de locuit cu o populație de 375 locuitori, din care majoritatea români ce alcătuiau 77 familii. Satul dispunea de 5 mori de vînt, o biserică din lemn cu Hramul Adormirea Maicii Domnului, care se sărbătorește și până astăzi la 28 august în fiecare an. La 1886 se construiește biserica ortodoxă din piatră cu proiect arhitietonic, biserică care a activat până în anul 1960 cu întrerupere până în anul 1988 din cauza regimului totalitar comunist. Astăzi Biserica este renovată și încadrează un centru spiritual de excepție. Acestor țărani le aparțineau 2 heleșteie, 20 cai, 644 vite mari și 500 oi.
Sat, în jud. Bender, volostea Căușeni, așezat în valea cu același nume pe pârâul Tocuz. Are 207 case, cu o populațiune de 2752 suflete; o fabrică de cărămidă. Dealul de la E. are o înălțime de 93,5 st. d-asupra n. m. S-a întemeiat la 1778, de 42 familii de ruteni și 64 familii de țărani români. La 1827 s-a zidit o biserică de piatră cu hramul Sf. Niculae, iar la 1822 guvernul rus a recunoscut țăranilor proprietatea de 3210 desetine pământ. P-atunci sătenii aveau: 142 cai, 1392 vite mari și 1500 oi. Astăzi satul are 74 cai, 674 vite mari și 800 oi.

### Dicționarul Geografic al Basarabieide Zamfir Arbore
Tanatari, sat, în jud. Căușeni, așezat în valea cu același nume. Face parte din volostea Varnița. S-a întemeiat abia la 1820, de niște moldoveni, care s-au așezat aici, pe locul părăsit de tătari. La 1827, satul avea 21 familii de moldoveni și 4 familii de ruteni, cu 40 de case. Țăranii aveau pe atunci 26 cai, 292 vite mari cornute, 335 oi și 280 stupi. La 1812, guvernul a recunoscut țăranilor o proprietate de 1608 desetine pământ, fără pădure, iar 108 des. au fost declarate proprietatea statului. Astăzi (începutul secolului al XX-lea) satul are o populație de 1145 suflete; 1053 vite mari.

## Demografie
În anul 1850 în localitate erau 851 locuitori și 114 ogrăzi, 1890 -1727 locuitori, 1904 - 2039 locuitori, inclusiv 2009 moldoveni, 2 nemți, 28 evrei. În anul 1922 satul număra 517 gospodării de moldoveni.

### Structura etnică
Structura etnică a localității conform recensământului populației din 2004:
| Grup etnic                                               | Populație | % Procentaj  |
| -------------------------------------------------------- | --------- | ------------ |
| Băștinași declarați Moldoveni Băștinași declarați Români | 2598 248  | 90,59% 8,65% |
| Ruși                                                     | 10        | 0,35%        |
| Ucraineni                                                | 6         | 0,21%        |
| Găgăuzi                                                  | 2         | 0,07%        |
| Bulgari                                                  | 1         | 0,03%        |
| Țigani                                                   | 1         | 0,03%        |
| Alții                                                    | 2         | 0,07%        |
| Total                                                    | 2868      |              |

## Administrație și politică
Componența Consiliului local Tănătari (11 consilieri), ales la 5 noiembrie 2023, este următoarea:
|  | Partid                            | Consilieri | Componență | Componență | Componență | Componență | Componență |
|  | --------------------------------- | ---------- | ---------- | ---------- | ---------- | ---------- | ---------- |
|  | Partidul Național Liberal         | 5          |            |            |            |            |            |
|  | Partidul Acțiune și Solidaritate  | 5          |            |            |            |            |            |
|  | Partidul Social Democrat European | 1          |            |            |            |            |            |